# Steve O'Dwyer
Steve O'Dwyer (6 april 1982) is een Iers-Amerikaans professioneel pokerspeler. 

## Carrière
Op 6 mei 2013 won O'Dwyer de hoofdprijs van €1.224.000,- door het €10.600 No Limit Hold'em Main Event van EPT Monte Carlo te winnen. Daarmee won hij zijn tweede titel op de European Poker Tour, maar zijn eerste op een Main Event van de EPT.
Zijn grootste prijs tot nu toe in zijn carrière won hij op 6 januari 2015, toen hij het $100.000 #1 No Limit Hold'em - Super High Roller 8-Handed toernooi van het Pokerstars Caribbean Adventure won, voor een hoofdprijs van $1.872.580,-.
O'Dwyer had tot en met juli 2023 bij elkaar meer dan $38.300.000,- in pokertoernooien gewonnen (cashgames niet meegerekend).